# Dragon Skulle
Dragon Skulle est un jeu vidéo d’action-aventure développé et publié par Ultimate Play the Game sur Commodore 64 en 1985. Il est le quatrième et dernier volet de la série Pendragon, faisant suite à The Staff of Karnath, Entombed et Blackwyche, créée par Dave et Bob Thomas. Dans le jeu, le joueur incarne Sir Arthur Pendragon, un aventurier explorant une île à la recherche d’un crâne maléfique. Comme dans ses prédécesseurs, les graphismes du jeu sont rendus en 3D isométrique. À sa sortie, le jeu reçoit un accueil très mitigé du fait de sa trop grande similarité avec ses prédécesseurs, certaines critiques se réjouissant même que ce soit le dernier épisode de la série.

## Accueil
| Blackwyche               |      |       |
| Média                    | Pays | Notes |
| Zzap!64                  | US   | 49%   |
| Commodore User           | US   | 36%   |
| Computer and Video Games | US   | 82%   |
| Computer Gamer           | US   | 65%   |